# Hämatom
Hämatom è un gruppo musicale metal tedesco formatosi nel 2004 a Speichersdorf, in Franconia. Appartiene alla corrente della Neue Deutsche Härte.
Nei primi anni i loro testi furono influenzati dalle favole europee, che col tempo e con lo sviluppo della band passarono a temi basati su questioni sociali, religiose e socio-critiche.

## Storia
Gli Hämatom (ematoma in tedesco) si formano nel 2004 con di mettere in primo piano solo la musica e di lasciare in secondo piano i loro nomi e il look; infatti si presentano in pubblico sempre con maschere e si fanno chiamare Nord, Ost, West e Süd. Nell'aprile 2005, la band andò in tour con JBO vendendo il loro singolo autoprodotto Butzemann, il seguente singolo Häschen è stato un assaggio del prossimo EP Nein il quale è stato pubblicato nel settembre 2005 e comprende 9 brani, alcuni dei quali ispirati alle favole europee e alle filastrocche. Nello stesso anno la band ha anche supportato Knorkator a Norimberga, ha suonato al Earthshaker-Fest con band come Nightwish e Manowar e al Burning Fall Festival con Six Feet Under tra gli altri.
Nel febbraio del 2006 fecero il primo tour in giro per 10 città di tutta la Germania, in questa occasione la band ha presentato le canzoni Leck mich!, Schmerz e Mit dem Kopf durch die Wand, successivamente pubblicate nel loro seguente album Wut. Nell'autunno 2006, la band si esibì in tournée come supporto dei Die Apokalyptischen Reiter in 14 città tedesche.
Nel 2007 gli Hämatom iniziano a suonare al di fuori della Germania, nell'aprile dello stesso anno, la band firma con l'etichetta discografica Megapress per distribuire il suo primo album Wut uscito ad inizio 2008.
Il 15 gennaio 2010 la band pubblicò il suo secondo album con il titolo Stay Kränk . Nel 2011 la band suonò al Wacken Open Air e al Walpurgis-Schlacht all'Hexentanz Festival. Il 30 settembre 2011 venne pubblicato il terzo album Wenn man vom Teufel spricht. Il 200º concerto avvenne nel marzo 2012, per celebrare la band pubblicò il concerto in versione Live-DVD e CD con il titolo Schutt und Asche.
Nel luglio 2013 accettarono l'invito a suonare al Sofia-Rocks-Festival in Bulgaria per sostenere i Rammstein . Il 22 settembre dello stesso anno uscì il quarto album Keinzeitmensch con Il singolo Alte Liebe rostet nicht come titolo pre-release.
Nell'estate del 2014 hanno iniziato a lavorare con il produttore Kristian Kohlmannslehner nel suo studio Kohlekeller Studios per il loro album compilation X il quale è stato pubblicato il 31 ottobre 2014, in occasione del decimo anniversario della band, ed è entrato in classifica al 16º posto. I festeggiamenti per il decimo anniversario si sono tenuto al Musikcenter di Trockau il 26 dicembre 2014. Lo spettacolo ha avuto un grande successo tanto che questo festival, il Dämonentanz, in cui suonarono Hämatom, Knorkator, Eisregen e Apron, è da allora un evento annuale per la band tedesca. Nel 2015 parteciparono per la prima volta Summer Breeze Open Air, seguito dall'Heidenfest-Tour con Die Apokalyptischen Reiter e Korpiklaani attraverso Germania, Austria e Svizzera.
Nel marzo 2016, uscì l'album Wir sind Gott con il primo singolo Fick das System uscito a gennaio che entrò in classifica al 5º posto e rimase tra i primi 100 per diverse settimane. Lo spettacolo sold-out ad Aladin a Brema il Venerdì Santo è stato ripetuto nel 2017 e da allora è diventato un appuntamento annuale come il Dämonentanz. Nel 2018 uscì bestie der freiheit, seguito l'anno successivo da Maskenball, titolo che rimanda al loro look nei concerti, con la presenza del cantante dei Blind Guardian Hansi Kürsch per la cover del brano dei Queen I Want it All.
Nel 2020 per via della pandemia da Coronavirus pubblicano l'EP #FCKCRN e nonostante abbiano dovuto riorganizzare le date per tutti i concerti in programma pubblicano su youtube il live Live aus der Quarantäne e partecipano al Wacken World Wide 2020 (edizione speciale del Wacken via streaming).
Il 16 agosto 2023 la band annuncia la morte del bassista * Peter "West" Haag, provocata da una malattia cronica non rivelata. A maggio 2024 il gruppo presenta il nuovo membro appena unitosi a loro, ovvero Annika "Rose" Jaschke, che entra nel ruolo di chitarrista, poiché il posto lasciato vacante da "West" rimarrà tale per scelta degli altri membri.

## Formazione

### Attuale
- Thorsten "Nord" Scharf - voce
- Jacek "Ost" Zyla - chitarra
- Frank "Süd" Jooss - batteria
- Annika "Rose" Jaschke - chitarra

### Ex componenti
- Peter "West" Haag - basso (2004-2023)

## Discografia

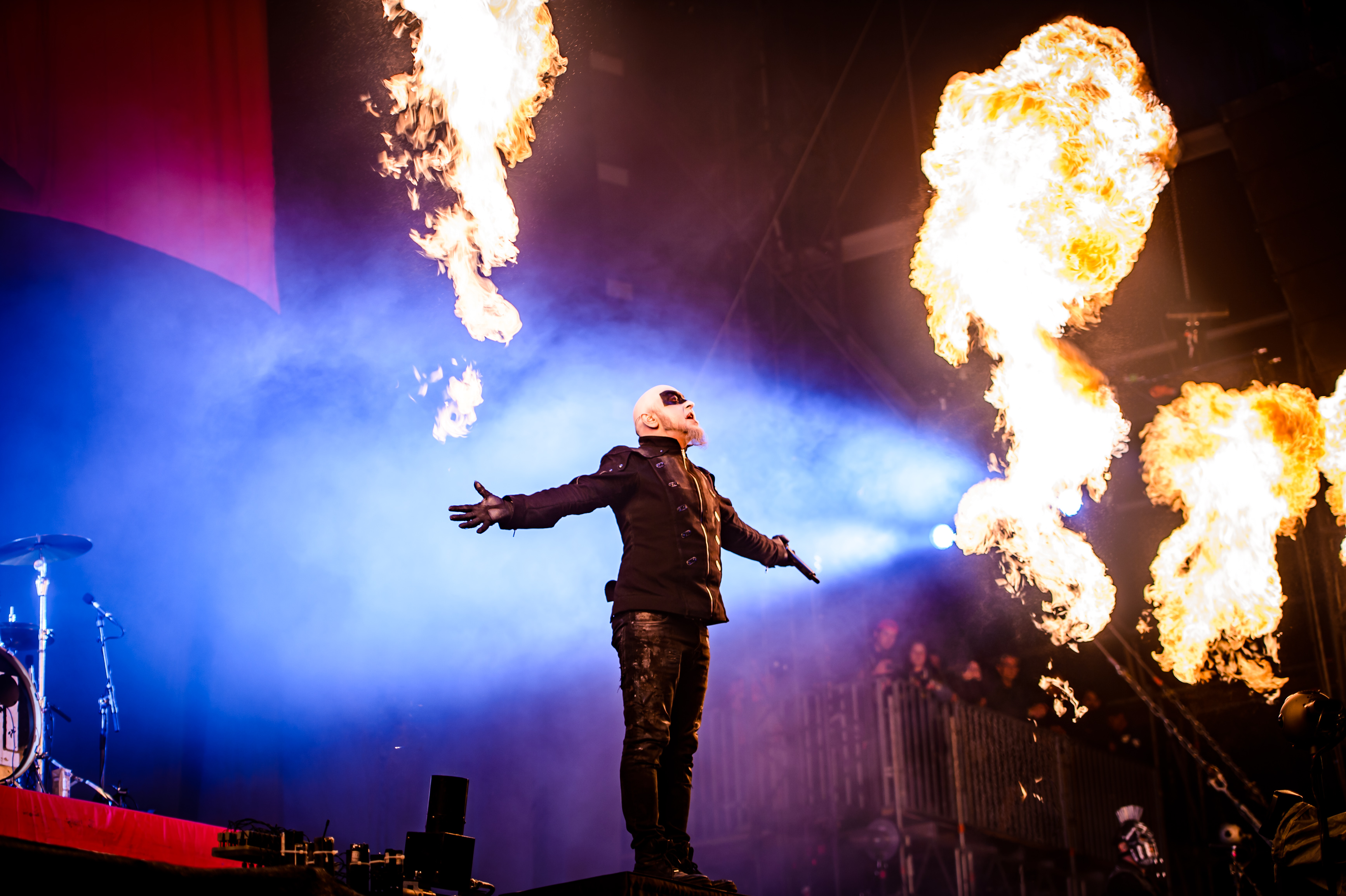
Hämatom, 2019

### Album in studio
- 2008 – Wut
- 2010 – Stay Kränk
- 2011 – Wenn man vom Teufel spricht
- 2013 – Keinzeitmensch
- 2016 – Wir sind Gott
- 2016 – Wir sind Gott (Tour Edition)
- 2018 – Bestie der Freiheit
- 2019 – Maskenball
- 2021 – Berlin (Ein akustischer Tanz auf dem Vulkan)

### Album dal vivo
- 2012 – Schutt und Asche
- 2016 – Wir sind Gott (Live beim Teufel)
- 2020 – Maskenball (Live)

### Opere audiovisive
- 2012 – Schutt und Asche

### Compilation
- 2014 – X

### EP
- 2005 – Nein
- 2013 – Alte Liebe rostet nicht
- 2016 – Fick das System!
- 2020 – #FCKCRN